# Fremanezumab
Fremanezumab (Handelsname: Ajovy) ist ein humanisierter monoklonaler Antikörper zur Vorbeugung von Migräne. Fremanezumab wird einmal monatlich oder alle 3 Monate als subkutane Injektion mit einer Fertigspritze oder einem Fertigpen verabreicht.

## Indikation
In der EU ist Fremanezumab zugelassen zur Migräneprophylaxe bei Erwachsenen mit mindestens 4 Migränetagen pro Monat.

## Wirkmechanismus
Der genaue Wirkmechanismus ist unbekannt. Man geht davon aus, dass die Prophylaxe der Migräne durch die bewirkte Modulierung des Trigeminussystems entsteht. Der Calcitonin Gene-Related Peptide (CGRP)-Spiegel im Blut steigt während eines Migräneanfalls an. Fremanezumab  bindet selektiv den CGRP-Liganden und hindert CGRP an der Bindung an den CGRP-Rezeptor.

## Nebenwirkungen
Die häufigsten Nebenwirkungen in klinischen Studien waren lokale Reaktionen an der Injektionsstelle: Schmerzen (24 %), Verhärtung (17 %), Erythem (16 %) und Juckreiz (2 %).